# Гужевка, Петер
Петер Гужевка (словац. Peter Húževka; род. 9 сентября 1976 года, Пухов, Чехословакия) — словацкий хоккеист, центральный нападающий. Играет за клуб «Жилина».

## Карьера
Воспитанник ХК «Топольчани», в основном составе клуба дебютировал в первой хоккейной лиге Словакии в сезоне 1995/96 годов. В следующие два сезона выступал за ХК «Пухов». В сезоне 1998/99 годов дебютирует в Словацкой Экстралиге за клуб «Спартак» (Дубница). С сезона 1999/2000 годов играет за клуб МСХК Жилина с которым возвращается в элитный дивизион Словакии. Выступал в течение шести сезонов, отыграл 246 матчей набрал 101 очко. Следующие пять сезонов проводит в Дукла Тренчин, с сезона 2010/11 годов выступал за ХК «Витковице» на протяжении 6 лет. За это время играл в аренде за клубы «Иртыш» (Павлодар) и ХК «Оломоуц». С сезона 2016/17 играет за «Жилину» (до сезона 2019/20 в словацкой экстралиге, после вылета продолжил выступать за клуб в хоккейной первой лиге Словакии).
В Словацкой Экстралиге провёл 685 матчей, набрал 330 очков (142+188), в Чешской Экстралиге — 323 матча, 89 очков (46+43).
В составе «Витковице» выступал на престижном Кубке Шпенглера в 2011, 2012 и 2013 годах (10 игр, 1 гол), а также в двух розыгрышах (2015 и 2016 годов) хоккейной Лиги чемпионов (11 игр, 3+1).
В составе национальной сборной Словакии выступал на чемпионате мира 2008 года, сыграл пять матчей, сделал одну результативную передачу. Всего за сборную провёл 15 матчей, набрал 7 очков (3+4).

## Достижения
- Чемпион Словакии 2009 и 2010
- Серебряный призёр чемпионата Чехии 2011
- Серебряный призёр чемпионата Словакии 2007
- Бронзовый призёр чемпионата Словакии 2005